# River Bure
River Bure är ett vattendrag i grevskapet Norfolk, England, Storbritannien. Den rinner genom nationalparken The Broads. Floden rinner från Aylsham ut till floden Yare. Bifloder är Ant och Thurne.